# Traité (droit international public)
Pour les articles homonymes, voir Traité.

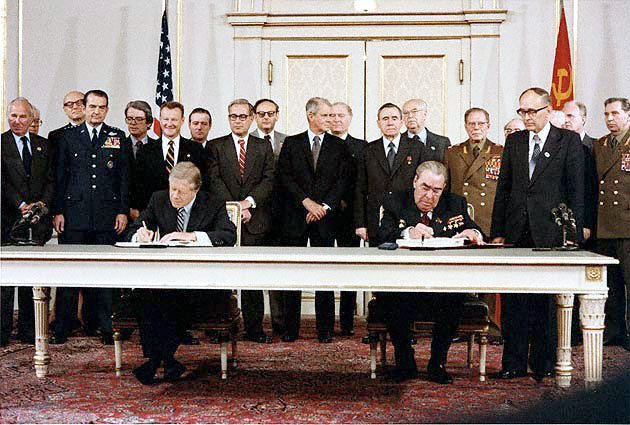
Jimmy Carter et Léonid Brejnev signent le traité Salt II à Vienne le 18 juin 1979.

Un traité est un contrat conclu entre plusieurs sujets de droit international public. L'accord écrit traduit l'expression des volontés concordantes de ces sujets de droit en vue de produire des effets juridiques contraignants, qui sont régis par le droit international.

## Définition
Un traité est un contrat qui est conclu entre plusieurs sujets de droit international. L'accord écrit traduit l'expression des volontés concordantes de ces sujets de droit, en vue de produire des effets juridiques régis par le droit international public. Seuls peuvent conclure ces contrats ceux qui sont dotés d'une personnalité morale de droit international et qui disposent du treaty-making power (TMP). Il s'agit le plus souvent des États, mais d'autres personnes morales, comme certaines organisations internationales ou des nations sans État,,, peuvent en conclure. Un exemple de traité de paix est le traité des Pyrénées.

## Acte juridique

### Opposition entre traité et constitution
On oppose souvent les traités, et plus généralement les contrats, aux constitutions. Les premiers sont des actes juridiques traduisant une logique « horizontale » : les sujets de droit sont juridiquement égaux lorsqu'ils contractent. Les secondes suivent une logique « verticale » puisque les citoyens ne font qu'approuver ou non une Constitution qui leur a été donnée par une autorité hiérarchiquement supérieure. Dans certains pays la Constitution est le résultat d'un consensus entre la population et ses représentants.
D'ailleurs, le vocabulaire juridique est le même tant pour les traités, les conventions et les contrats, qui sont conclus, que pour les Constitutions et tous les autres actes de nature législative ou réglementaire, qui sont légiférés, décrétés, arrêtés etc.
Étant de nature contractuelle, le traité peut en principe comporter n'importe quelle clause, d'autant plus que les principaux contractants sont les États souverains. Le droit de certains pays impose cependant que les traités respectent les dispositions de la constitution. Dans ce cas, les traités ont une valeur infraconstitutionnelle et supralégislative dans la hiérarchie des normes.
Il existe cependant des accords internationaux qui encadrent la conclusion d'autres traités, le plus connu étant la convention de Vienne de 1969, surnommée le « traité des traités ».

### Place des traités dans la hiérarchie des normes
La coexistence du droit international et du droit interne pose la question de leur rapport hiérarchique éventuel : l'une des deux normes doit-elle l'emporter sur l'autre ? Il existe deux positions théoriques :
- la position moniste : les règles du droit international et les règles du droit interne s'assemblent dans un ordre juridique unique organisé selon les principes de l'organisation pyramidale des normes, théorisée par Hans Kelsen. Cette organisation peut prendre la figure d'une domination du droit international sur le droit interne ou, au contraire, subordonner le droit international au droit interne ou à certaines normes internes comme la Constitution nationale. Georges Scelle défend aussi cette position mais en la justifiant d'une autre manière qu'Hans Kelsen.
- la position dualiste, postulée par Heinrich Triepel et Dionisio Anzilotti : le droit international et le droit interne forment deux ordres juridiques distincts, sans relation de subordination de l'un envers l'autre. La séparation est possible parce que l'un a pour sujet les États et les organisations internationales, et l'autre ne concerne que les individus.

Ainsi, en Italie, les traités internationaux signés et ratifiés doivent être formellement repris par une loi interne (dualisme) et ont donc l'autorité de la loi qui les a intégrés dans l'ordre juridique interne. En France, en revanche, les traités sont applicables dès leur ratification (monisme) : ils ont une position spécifique, qui est en l'occurrence supérieure aux lois internes, ils ont valeur (parfois contestée) infraconstitutionnelle et supra-législative, en application de l'article 55 de la Constitution de la Cinquième République française : « Les traités ou accords régulièrement ratifiés ou approuvés ont, dès leur publication, une autorité supérieure à celle des lois, sous réserve, pour chaque accord ou traité, de son application par l'autre partie ». C'est donc la condition de réciprocité.

#### Cas particulier des traités communautaires
Selon la Cour de justice des Communautés européennes, les traités communautaires sont supérieurs aux Constitutions nationales depuis l'Arrêt Costa contre ENEL du 15 juillet 1964 (aff. 6/64). Cependant, les juridictions internes et le Conseil constitutionnel n'admettent cette suprématie qu'au cas par cas et non explicitement.
Quant à la jurisprudence du Conseil constitutionnel, il fait savoir que les dispositions des traités fondateurs de l'Union européenne ne peuvent être incompatibles avec la Constitution[réf. souhaitée] (le traité doit donc être conforme, ce qui indique qu'il lui est inférieur dans la hiérarchie des normes). Cependant, à la suite de la constatation de cette incompatibilité entre traité et Constitution en 1992, la Constitution est révisée et non le traité, ce qui aurait été compliqué dans le cadre d'un texte impliquant à l'époque 12 États, non forcément souhaité. Cela laisse supposer que dans le cadre de traités concernant l'UE, même s'ils ne sont pas supérieurs à la Constitution, cette dernière serait éventuellement révisée afin que le traité lui soit conforme, comme ce fut le cas en janvier 1999 et en février 2008.

## Sources du droit international
La société internationale étant essentiellement décentralisée, les pouvoirs de création du droit et d'application du droit n'appartiennent pas à une entité centralisée. Il n'y a pas d'État mondial, et les principaux sujets de droit sont aussi les principaux créateurs du droit.
Le droit international a trois sources principales :
1. les traités internationaux, qui contiennent les obligations que les États acceptent expressément et volontairement au moyen de traités. Lorsqu'une convention est élaborée, un État peut donner son consentement au texte, qui lui devient alors opposable. Il devient « partie » à la convention. Il peut aussi accorder son consentement à la plus grande partie du texte, mais en exclure certaines dispositions. On parle alors de « réserve ».
2. la coutume, qui dérive d'une pratique effective des États accompagnée de l'opinio juris, la conviction des États que cette pratique est exigée par la loi.
3. les principes généraux du droit, qui sont souvent reconnus par les principaux systèmes légaux à travers le monde.

Il faudrait ajouter à ces trois sources l'article 38 du statut de la Cour internationale de justice (CIJ), les déclarations unilatérales. C'est la CIJ qui a conféré un statut de source de droit aux déclarations officielles faites par les gouvernements, comme en conférence de presse dans l'affaire des essais nucléaires français.
La doctrine et la jurisprudence constituent aussi deux sources secondaires (ou auxiliaires) de droit international (cf. Article 38, chapitre 1, lettre d. du Statut de la Cour Internationale de Justice) mais sous réserve de la disposition de l'article 52 de ce même Statut.

## Hiérarchisation des sources du droit international
Il n'y a pas, en principe, de hiérarchie entre les sources du droit international, mais la Convention de Vienne sur le droit des traités de 1969, dans les articles 53 et 64, semble reconnaître une certaine hiérarchie des normes internationales. Cette hiérarchie est justifiée par ce que les spécialistes du droit international appellent le jus cogens. Par les mots de l'article 53 de la Convention de Vienne sur le droit des traités, « Une norme impérative du droit international général est une norme acceptée et reconnue par la communauté internationale des États dans son ensemble en tant que norme à laquelle aucune dérogation n'est permise et qui ne peut être modifiée que par une nouvelle norme du droit international général ayant le même caractère ». Les normes qui bénéficient du jus cogens sont censées être impératives et l'emporter sur toute autre norme internationale comme le traité. Par exemple, l'interdiction du crime de génocide peut être considérée comme entrée dans le jus cogens.
Cette suprématie impérative du jus cogens est parfois sujette à polémique ou à de sérieuses difficultés diplomatiques et politiques lorsqu'elle est utilisée par certaines parties pour justifier une intervention extérieure contre une autre partie même si cette dernière est seule à s'opposer à une norme mais qu'elle défend sa position sur la base d'autres normes qu'elles considèrent plus importantes et essentielles pour elle (voir les questions relatives au droit d'ingérence). Dans certains cas, cette suprématie supposée n'a été justifiée qu'a posteriori, après l'intervention, mais dans d'autres cas, les arguments invoqués pour justifier l'intervention ont prouvé être en partie erronés ou biaisés avec la conséquence, dans le pire des cas, la remise en cause du bien-fondé de cette suprématie ou, dans le meilleur des cas, la démonstration des insuffisances des moyens de contrôle des normes et de négociation pacifique des litiges par la communauté internationale des États. Toutefois, les États concernés résistent à toute extension des moyens de contrôle sur leur territoire au-delà des dispositions des normes qu'ils ont déjà approuvées en l'état, avec alors pour effet d'amoindrir la portée contraignante supposée des mêmes normes.

## Création d'un traité international
La création d'un traité international passe par plusieurs étapes.

### Phase de conception
Les modalités et termes du traité font l'objet de négociations. Les États sont représentés par des plénipotentiaires, individus qui sont dotés des pleins pouvoirs pour pouvoir négocier, comme le ministre des Affaires étrangères, le président de la République ; des clauses négociées du traité seront obligatoires pour la ratification finale, d'autres peuvent rester optionnelles. Les réserves sur les clauses initialement prévues comme obligatoires devront être négociées avec les autres parties, qui peuvent également limiter le nombre des parties pouvant les formuler.
Lorsque le texte définitif est adopté, les délégués des États engagés à la négociation votent selon les règles procédurales.
L'authentification : Les États présents lors de la négociation consultent le texte du traité dans sa forme complète, y compris les réserves exprimées par les autres parties, et déclarent qu'il s'agit ou non du texte négocié et que le processus envers la mise en vigueur peut continuer. Les langues faisant foi sont précisées dans le traité.

### Adhésion
La signature : Elle a lieu le plus souvent au rang ministériel (ministre, secrétaire d’État, ou assimilé), et en général, c'est un paraphe et non une signature. À ce niveau, l'État n'est toujours pas engagé sauf s'il s'agit d'un traité en forme simplifiée. Avec la signature, la phase préparatoire pour la mise en vigueur commence, par exemple par l'établissement des commissions préparatoires. Il faut aussi considérer qu'après la signature, l'État signataire est tenu de ne pas priver un traité de son objet et de son but avant son entrée en vigueur (l'article 18, lettre a. L, de la Convention de Vienne sur le droit des traités se lit comme suit : « Un État doit s'abstenir d'actes qui priveraient un traité de son objet et de son but : (lettre a) lorsqu'il a signé le traité sous réserve de ratification, d'acceptation ou d'approbation, tant qu'il n'a pas manifesté son intention de ne pas devenir partie au traité ». Ainsi, il n'est normalement plus question concernant les clauses obligatoires d'y ajouter de nouvelles réserves qui n'auraient pas été négociées et authentifiées par les autres parties avant la signature, mais les clauses optionnelles pourront être adoptées avec ou sans réserve supplémentaires ou abandonnées au choix de la partie signataire.
La ratification : Elle est généralement faite par le pouvoir exécutif, le Chef d'État, le Chef du gouvernement, le Président ou le Premier Ministre (ou une personne officielle qui est autorisé par l'un des personnages précités, un ministre peut également ratifier un traité qui concerne son attribution). Le Parlement ou l'autorité législative autorise l'exécutif à procéder à la ratification mais ne le fait pas lui-même par une loi. En revanche, une révision de la loi suprême du pays (constitution) peut être nécessaire concernant les clauses obligatoires pour que l'exécutif puisse légalement procéder.
Au moment de la signature ou de la ratification, un État peut émettre une réserve (en), ce qui lui permet de modifier la teneur de son engagement ou des dispositions juridiques sans modifier le traité. Elles ne concernent que les traités multilatéraux dans la mesure où pour un traité bilatéral, une réserve modifierait le traité et serait une renégociation,. La convention de Vienne indique qu'un traité peut autoriser (en totalité ou sur certaines parties) ou interdire les réserves. Les États peuvent aussi formuler des « déclarations interprétatives », pour préciser une disposition du texte, sans conséquences juridiques et sans remettre en cause le traité. Les réserves complexifient les négociations et peuvent toucher à l'intégrité ou l'efficacité du traité,.
L'entrée en vigueur du traité varie selon ses termes : « Un traité entre en vigueur suivant les modalités et à la date fixées par ses dispositions ou par accord entre les États ayant participé à la négociation », selon l'article 24 de la Convention de Vienne sur le droit des traités. Le délai peut-être un objectif chronologique après la signature ou après qu'un certain nombre de pays ont déposé l'instrument de ratification. Des exceptions restent possible, surtout si ces modalités ne figurent pas au texte du traité concerné. Les États peuvent donner leur consentement à être lié par le traité. S'il s'agit de tous les États qui ont participé à la négociation du traité, ce dernier entre en vigueur à la date qu'on a établi ce consentement commun. Si le consentement d'un État à être lié a été établi après l'entrée en vigueur d'un traité, la date de ce consentement constitue le moment d'entrée en vigueur pour cet État. La ratification du texte du traité peut aussi être au même jour que l'entrée en vigueur (pour les traités bilatéraux).
L'adhésion : Elle ne concerne logiquement que les traités multilatéraux. Elle présente les mêmes caractéristiques que l'adoption d'un traité par la procédure classique du double degré (la signature et la ratification), à la différence près que l'État signataire a déjà des obligations et des droits à partir de sa signature. Des États tiers qui n'étaient pas présents lors de la signature d'un traité ou qui n'ont pas, au moment de la signature, exprimé leur volonté de faire partie d'un traité peuvent, si le texte de ce traité prévoit la possibilité de l'adhésion (cela est bien le cas pour la Convention de Vienne sur le droit des traités de 1969), accéder par une procédure d'adhésion et devenir partie d'un traité. Ces parties adhérentes peuvent également formuler des réserves sur les clauses non obligatoires du traité et devront les porter sur leurs instruments de ratification. Si une partie adhérente souhaite formuler ses propres réserves sur les clauses obligatoires, elle devra les négocier et les faire accepter et ratifier par les autres parties (le traité peut prévoir des conditions où les parties existantes peuvent formuler un veto contre de nouvelles réserves émises par une partie adhérente : l'adhésion de la nouvelle partie sera alors bloquée tant qu'elle maintiendra ces réserves). La partie adhérente peut aussi souhaiter l'ajout de nouvelles clauses optionnelles l'engageant avec certaines parties existantes qui pourront les adopter si elles le souhaitent par le même processus de ratification.

### Retrait ou fin d'un traité
À la suite de l'adhésion et de l'entrée en vigueur, toute partie dispose du droit de se retirer d'un traité dans les conditions prévues par ses clauses. La question du retrait d'un traité divise les diplomates, surtout depuis ceux de la Société des Nations qui l'ont grandement affaiblie dans les années 1930. La possibilité de se retirer est depuis limitée au nom du Pacta sunt servanda, bien que plusieurs pays se réservent cette possibilité au nom de la souveraineté nationale. Plusieurs accords, dont la charte de San Francisco, n'ont aucune clause de sortie. La Convention de Vienne dans ses articles 43 et 54 indique qu'un retrait unilatéral n'est pas possible (il faut l'accord unanime des États parties) et que l'État concerné doit toujours s'engager à respecter ses obligations dans le droit international. Les retraits ou suspensions, souvent à titre politique, par dénonciation voir comme un moyen de pression pour renégocier, sont problématiques,.
Sinon, elle devra en négocier les conditions avec les autres parties. Les parties peuvent également décider d'abandonner leurs anciennes réserves et adopter de nouvelles clauses optionnelles qu'elles n'avaient initialement pas ratifiées. Ces modifications entrent en vigueur dans les délais et selon les modalités d'enregistrement prévus dans les clauses du traité ou selon les conditions négociées et acceptées par les autres parties. Le défaut d'une partie, la suspension, la réduction de ses droits, ou l'application de sanctions dans le cadre du traité peuvent également être établis, soit par une décision collective des autres parties, soit par une cour de justice internationale, dans les conditions prévues par le traité.
Enfin un traité peut prévoir les conditions minimales à la suite desquelles toutes les parties existantes se désengageront en même temps, déclarant le traité inapplicable et caduc après le délai prévu, en mettant alors fin aux activités de son secrétariat d'enregistrement, de ses organes de contrôle et de ses éventuelles assemblées délibérantes, et en procédant à la liquidation entre les parties des actifs et passifs restants.

## Sujets de droit international
Le droit international public régit essentiellement les relations entre les États. Les sources du droit international, telles qu'acceptées et reconnues officiellement à l'article 38 du Statut de la Cour internationale de justice, sont les suivantes : les conventions (générales ou spéciales), la coutume internationale et les principes généraux du droit reconnus par les nations civilisées. Il faut cependant rajouter à cette liste les actes unilatéraux internationaux. En tant que sources subsidiaires et constituant plutôt des sources d'interprétation du droit international, on accepte la doctrine et les décisions judiciaires.
Le droit international peut être divisé en deux catégories : le droit international public et le droit international privé. Lorsqu'on parle simplement de droit international, il s'agit habituellement du droit international public.
Traditionnellement, les seuls sujets du droit international sont les États. Toutefois, la prolifération des organisations internationales depuis le début du XXe siècle les ont fait reconnaître comme sujet du droit international.
Les récents développements du droit international humanitaire et de l'évolution de la protection des droits de l'Homme dans le cadre du droit international pénal ont soulevé la question de savoir si les personnes privées, physiques ou morales (entreprises ou associations) puissent se voir conférer la qualité de sujet de droit international, en tant qu'accusé et/ou victime. La réponse est peu claire, mais il est généralement accepté que les individus voient leurs droits fondamentaux protégés et consacrés par le droit international de façon plus ou moins indirecte, mais, étant donné que leur capacité juridique est très limitée, voire inexistante, il est donc peu prudent de qualifier l'individu de sujet de droit international.

### Personnes ayant capacité en droit international pour conclure des traités
Sont sujets de droit international les États, les organisations internationales, certains mouvements de libération nationale, les États fédérés dans la mesure où cela est prévu par leur constitution fédérale, comme la Région wallonne ou la Communauté flamande et les autres entités fédérées belges, qui jouissent quasiment d'une pleine liberté d'action sur la scène internationale. Ce n'est pas le cas des organisations non gouvernementales, exception faite de la Croix-Rouge, qui possède un statut particulier.
Les individus n'ont pas la capacité juridique de conclure des traités à moins d'être représentants d'une personne morale de droit international.
Cependant, des doctrines ont essayé de donner aux individus une personnalité juridique de droit international. La doctrine catholique du droit naturel, dans un premier temps (notamment Grotius) part du postulat que l'État ne peut tout faire et qu'il est limité par l'existence d'un droit naturel antérieur à sa création. L'individu se voit donc reconnaître des droits ou pouvoirs publics. Cependant, cette vision ne correspondait pas à la réalité, les États étant les sujets de droit primaires, avec les organisations internationales sujets dérivés. L'individu n'avait aucune place en droit international.

### Personnes pouvant bénéficier des traités: l'invocabilité
Les premiers bénéficiaires sont les personnes qui ont ratifié le traité.
Une nouvelle doctrine a vu le jour dans l'entre-deux-guerres, menée notamment par Léon Duguit. Ils replacent l'individu au centre du droit international en partant de l'analyse du terme « droit des gens » (nom traditionnel du droit international). Une évolution s'est opérée, à la suite surtout de la Seconde Guerre mondiale et de la reconnaissance de la nécessité de droits accordés à tous les hommes, indépendamment des États qui voudraient ou non accorder ces droits à leurs ressortissants en signant ou refusant de signer les traités (théorie des droits de l'Homme universels, voir Déclaration universelle des droits de l'homme de 1948).
Bien que les individus ne soient toujours pas dotés de la capacité juridique leur permettant de conclure des traités, ils peuvent bénéficier de ces traités. Cependant, cette universalisation des droits est confrontée au fait que les individus bénéficient de ces traités que de façon médiate, par l'intermédiaire de leur État qui signe et ratifie le traité.
Les individus peuvent également bénéficier des traités lorsqu'ils sont regroupés en catégories (les militaires, les prisonniers de guerre, etc.).

## Droit international et droit interne

### France
Les rapports entre le traité international et la Constitution française sont réglés par l’article 54 de la Constitution, qui dispose que si un engagement international de la France comporte une clause jugée contraire à la Constitution par le Conseil constitutionnel, l'autorisation de le ratifier ou de l'approuver ne peut intervenir qu'après révision de la Constitution.
En principe, émanant d'un ordre juridique supérieur, le traité devrait l'emporter sur la Constitution, mais il en est tout autrement en pratique. En effet, aucun traité ne peut être ratifié par le Président de la République, s'il contient des dispositions contraires à la Constitution française. Pour qu'il puisse être ratifié, la Constitution doit être révisée selon une procédure lourde et complexe pour que la disposition non conforme puisse être modifiée.
Cette procédure a été plusieurs fois utilisée en France. Par exemple, lors de la ratification du traité de Maastricht, qui était en contradiction avec des dispositions de la Constitution, notamment sur les questions de souveraineté, une loi no 92-554 du 25 juin 1992 est venue ajouter un titre nouveau à la Constitution libellé « des Communautés européennes et de l’Union européenne ».

#### Traité international et autres sources de droit interne
L'article 55 de la Constitution française attache une autorité supérieure à la convention internationale par rapport à celle de la loi interne. Autrement dit, le législateur français et, a fortiori, l’exécutif ne peuvent adopter des dispositions contraires aux dispositions d'un traité international qui est conclu et ratifié par la France. En conséquence, un juge français se doit d'adopter une des deux attitudes suivantes :
1. Soit la loi est antérieure au traité, et le juge doit alors considérer que celle-ci a été abrogée par le traité. Il abandonne la loi interne et applique le traité.
2. Soit la loi est postérieure au traité, et le juge doit laisser inappliquée la loi au profit du traité puisque le législateur n'avait pas la possibilité d'adopter une loi allant à l'encontre d'un texte international qui lie la France.

Cette autorité supérieure du traité est conditionnée par le principe de réciprocité : l'autorité du traité est subordonnée à son application par l'autre partie.
Les rapports entre le traité et la loi sont au XXIe siècle plus clairs. L'évolution jurisprudentielle en la matière a, en effet, été fort complexe et des divergences importantes sont apparues entre les différents ordres de juridiction qui semblent maintenant avoir été enrayées.
Le Conseil constitutionnel refuse de connaître de la conformité des lois aux traités, au motif essentiel qu'« une loi contraire à un traité ne serait pas, pour autant, contraire à la Constitution ». Ainsi, il écarte les traités du bloc de constitutionnalité.
Le Conseil constitutionnel estime que le cadre limité de sa mission ne lui permet pas de vérifier la conformité des lois aux traités et considère que les véritables destinataires de l'article 55 de la Constitution sont les juridictions des deux ordres.
La Cour de cassation, dans un arrêt de 1975, prit position en faveur d'une supériorité sans condition du traité sur la loi interne, qu’elle soit antérieure ou postérieure à celui-là.
La Haute juridiction reconnut ainsi le droit à tout tribunal de l’ordre judiciaire de juger de la conformité de la loi aux traités afin de faire prévaloir ces derniers.
Le Conseil d’état s'est refusé pendant très longtemps à juger de la compatibilité des lois aux traités. Il effectuait une distinction, tout à fait illogique entre les lois antérieures, qu'il considérait comme implicitement abrogées par le traité, et les lois postérieures aux traités, qui emportaient sur la convention internationale. L’arrêt Nicolo opéra un alignement de la position du Conseil d'état sur celle de la Cour de cassation.

### Suisse
En Suisse, le principe de la primauté du droit international est consacré à l'article 5, alinéa 4, de la Constitution suisse : « La Confédération et les cantons respectent le droit international ».
Les traités entraînant l'adhésion à des organisations de sécurité collective ou à des communautés supranationales sont soumis au référendum obligatoire (article 140, alinéa 1 lettre b.). Les traités qui sont d'une durée indéterminée et ne sont pas dénonçables, qui prévoient l'adhésion à une organisation internationale, qui contiennent des dispositions importantes fixant des règles de droit ou dont la mise en œuvre exige l'adoption de lois fédérales peuvent être soumis au référendum facultatif (article 141, alinéa 1, lettre d.).
Une initiative populaire qui ne respecte pas les règles impératives du droit international doit être déclarée nulle par l'Assemblée fédérale (article 139, alinéa 3 Cst.).
Une fois ratifié, un traité international est assimilé au droit suisse et sa violation peut faire l'objet d'un recours devant le Tribunal fédéral (article 95, lettre b., où le droit international figure juste après le droit fédéral, sous « Droit suisse »).

## Application extraterritoriale du droit d'un État
L'application extraterritoriale du droit américain s'est notamment concrétisée à travers les lois américaines D'Amato-Kennedy et Helms-Burton, qui imposent un embargo sur Cuba, la Libye et l'Iran. Ainsi, par l'extraterritorialisation de ces lois, toute société investissant dans ces pays, qu'elle soit américaine ou non, pouvait être condamnée par la justice américaine.
Le rapport d'information déposé par la délégation de l'Assemblée nationale pour l'Union européenne sur les relations économiques entre l'Union européenne et les États-Unis (11 février 1999) pose des questions sur l'application extraterritoriale du droit des États-Unis.

## Limites du droit international
Le droit international se distingue des droits nationaux par l'absence d'une structure centralisée chargée de faire respecter son application. L'absence de gendarme international a amené certains auteurs à douter que le droit international soit véritablement du droit.
Il existe cependant plusieurs cours de justice internationale, ainsi que certains tribunaux d'arbitrage ad hoc qui appliquent le droit international, notamment la Cour internationale de justice (CIJ). Cependant, pour que la Cour puisse régler un différend, les deux États parties au litige doivent avoir expressément accepté la juridiction de la cour (cette acceptation est encore désignée sous le terme clause facultative de juridiction, qui est différente de la clause compromissoire). Cela peut se faire par plusieurs moyens, notamment la signature d'une entente après la survenance du litige, par une déclaration d'acceptation de la juridiction de la cour contenue dans un traité ou encore par une déclaration d'acceptation de la compétence générale de la cour. Cependant, ces déclarations d'acceptation de compétence générale sont plutôt rares et très souvent assujetties à de nombreuses réserves. Par exemple, parmi les membres du Conseil de sécurité, seule le Royaume-Uni a signé une telle déclaration (les États-Unis ont retiré la leur après l'affaire des contrats au Nicaragua, la France après l'affaire des essais nucléaires). L'application d'une convention dépend donc en grande partie de la bonne volonté des États liés par la convention.
En cas de différend international, il existe plusieurs méthodes de résolution pacifique des différends. Cela peut aller de la négociation, à la médiation, arbitrage, jusqu'à la saisine de la CIJ. Ces modes de règlement peuvent éventuellement mener à l'application de mesures de rétorsion par un État. Cependant, ce droit n'est pas nécessairement garanti. En cas de refus d'exécuter un arrêt de la CIJ par exemple, l'État lésé doit d'abord saisir le Conseil de sécurité.
En ce qui concerne le droit pénal international, distinct du droit international inter-étatique, le Statut de Rome a créé la Cour pénale internationale pour le cas des crimes contre l'humanité.
Des mesures de rétorsion imposées par un État puissant seront plus efficaces que celles d'un État d'importance politique ou économique plus faible. Ainsi, en pratique, seuls les États forts sont véritablement en mesure de faire respecter les conventions qu'ils ont signées. Le concept d'État de droit ne s'applique donc pas pleinement aux relations internationales.
Dans ces conditions, il pourrait sembler que le droit international n'est qu'un déguisement de la loi du plus fort. Cependant, il ne faut pas négliger le poids des relations diplomatiques et l'importance pour les États de leur image dans le monde. Sauf exception, les États ont avantage à respecter leurs obligations.
Dans les États qui ont un système de droit positif fort, le droit international figure dans le bloc de conventionnalité de la pyramide des normes, à côté du droit européen (en Europe) et des lois organiques. Il dépend du droit constitutionnel qui figure dans le bloc de constitutionnalité, et s'impose donc en principe aux lois, qui sont à un niveau inférieur de la hiérarchie des normes.

### Respect des traités
Pour les personnes morales de droit international, le respect des traités passe le plus souvent par les relations internationales. En effet, les États étant souverains, il est difficile de leur faire appliquer de force des traités alors même qu'ils les ont ratifiés. Ils peuvent à ce sujet invoquer comme moyen de pression le principe de réciprocité (il n'a pas à appliquer les dispositions d'un traité que l'autre partie ne respecte pas).
Les États peuvent également ester en justice devant la CIJ, organe juridique de l'Organisation des Nations unies, qui regroupe 192 des 195 États qu'elle reconnaît.
Cependant, il y de nombreuses condamnations de la Cour qui n'ont pas été appliquées. Les États-Unis, premiers condamnés par la CIJ, sont l'un des États qui respectent le moins les décisions de condamnation.
L'Organe de règlement des différends de l'Organisation mondiale du commerce, qui regroupe 150 États en 2008, ne s'occupe que de traités touchant le commerce. Contrairement aux jugements de la CIJ, ses décisions sont en général très bien appliquées, malgré la décision des États-Unis en 1994 de se retirer en cas d'un trop grand nombre de condamnations.
Pour ces deux juridictions, seuls les États peuvent ester en justice. Cependant, on a vu se développer, à l'initiative des États-Unis, une pratique consistant à la défense des intérêts économiques des entreprises nationales devant l'ORD.
D'autres juridictions internationales ont des recours ouverts aux particuliers. On peut en citer deux notamment :
1. la Cour européenne des droits de l'homme, qui applique la Convention européenne des droits de l'homme entrée en vigueur en 1953 ;
2. la Cour pénale internationale, entrée en vigueur le 1er juillet 1998.

#### Traités de la Première Guerre mondiale
- 28 juin 1919 : traité de Versailles entre les Alliés et l'Empire allemand
- 10 septembre 1919 : traité de Saint-Germain-en-Laye entre les Alliés et l'Autriche
- 27 novembre 1919 : traité de Neuilly entre les Alliés et la Bulgarie
- 4 juin 1920 : traité de Trianon entre les Alliés et la Hongrie
- 10 août 1920 : traité de Sèvres entre les Alliés et l'Empire ottoman
- 11 août 1920 : traité de Rīga entre la Lettonie et la Russie
- 24 juillet 1923 : traité de Lausanne entre les Alliés et la Turquie, annulant le précédent traité de Sèvres

#### Traités de la Seconde Guerre mondiale
- 12 mars 1940 : traité de Moscou entre la Finlande et l'URSS, fin de la guerre d'Hiver.
- 12 septembre 1990 : traité de Moscou entre d'une part la RFA et la RDA et d'autre part la France, les États-Unis, le Royaume-Uni et l'URSS. Sa signature le 12 septembre 1990 à Moscou ouvrit la voie de la réunification allemande.